# Mateusz Haratyk
Mateusz Haratyk (* 27. Mai 1998 in Jaworzynka) ist ein polnischer Skilangläufer.

## Werdegang
Haratyk, der für NKS Trójwieś Beskidzka startet, trat international erstmals beim Europäischen Olympischen Winter-Jugendfestival 2015 in Steg in Erscheinung. Dort belegte er den 47. Platz im Sprint, den 34. Rang über 10 km klassisch und den 21. Platz über 7,5 km Freistil. In der Saison 2015/16 lief er in Štrbské Pleso erstmals im Slavic Cup und errang dabei den 18. Platz im Sprint und den 11. Platz über 10 km klassisch und kam bei den Olympischen Jugend-Winterspielen 2016 in Lillehammer auf den 23. Platz im Sprint, auf den 20. Rang über 10 km Freistil und auf den zehnten Platz im Cross. Bei den Nordischen Junioren-Skiweltmeisterschaften im folgenden Jahr in Soldier Hollow lief er auf den 46. Platz im Sprint, auf den 27. Rang im Skiathlon und auf den 25. Platz über 10 km Freistil. In der Saison 2017/18 kam er bei allen sechs Teilnahmen im Slavic Cup unter den ersten Zehn. Dabei holte er in Wisła im Sprint und über 15 km Freistil seine ersten Siege in dieser Rennserie und zum Saisonende den zweiten Platz in der Gesamtwertung. Zudem gewann er bei den Polnischen Meisterschaften in Szklarska Poręba jeweils Bronze im 30-km-Massenstartrennen und im Mixed-Teamsprint und errang bei den Nordischen Junioren-Skiweltmeisterschaften 2018 in Goms den 49. Platz über 10 km klassisch und jeweils den 48. Platz im Sprint und im Skiathlon.
Zu Beginn der Saison 2018/19 gab Haratyk in Ruka sein Debüt im Weltcup und belegte dabei den 85. Platz über 15 km klassisch. Im weiteren Saisonverlauf lief er bei den U23-Weltmeisterschaften 2019 in Lahti auf den 57. Platz im Sprint, auf den 50. Rang über 15 km Freistil und auf den 48. Platz im 30-km-Massenstartrennen und beim Slavic-Cup in Kremnica über 10 km klassisch und im 15-km-Massenstartrennen jeweils auf den dritten Platz. Seine besten Platzierungen bei der Winter-Universiade 2019 in Krasnojarsk waren der 38. Platz in der Verfolgung und der sechste Rang mit der Staffel. In der folgenden Saison gewann er mit drei zweiten und zwei dritten Plätzen die Gesamtwertung des Slavic-Cups. Zudem holte er bei den in Polnischen Meisterschaften in Zakopane die Silbermedaille über 15 km klassisch und belegte bei den U23-Weltmeisterschaften 2020 in Oberwiesenthal den 48. Platz im Sprint, den 27. Rang über 15 km klassisch und den 25. Platz im 30-km-Massenstartrennen. Nach Platz 67 beim Ruka Triple zu Beginn der Saison 2020/21, kam er bei den U23-Weltmeisterschaften 2021 in Vuokatti auf den 47. Platz über 15 km Freistil und auf den 14. Rang mit der Staffel und gewann bei den Polnischen Meisterschaften in Zakopane jeweils Bronze im Teamsprint und 15 km klassisch und Silber im 30-km-Massenstartrennen. Seine besten Resultate beim Saisonhöhepunkt, den Nordischen Skiweltmeisterschaften 2021 in Oberstdorf, waren der 46. Platz im 50-km-Massenstartrennen und der 14. Rang mit der Staffel.
In der Saison 2021/22 errang Haratyk mit je einen zweiten und dritten Platz den dritten Platz in der Gesamtwertung des Slavic-Cups. Beim Saisonhöhepunkt, den Olympischen Winterspielen 2022 in Peking, belegte er den 60. Platz über 15 km klassisch, den 52. Rang im Skiathlon und den 50. Platz im 50-km-Massenstartrennen.

## Teilnahmen an Weltmeisterschaften und Olympischen Winterspielen

### Olympische Spiele
- 2022 Peking: 50. Platz 50 km Freistil Massenstart, 52. Platz 30 km Skiathlon, 60. Platz 15 km klassisch

### Nordische Skiweltmeisterschaften
- 2021 Oberstdorf: 14. Platz Staffel, 46. Platz 50 km klassisch Massenstart, 55. Platz 30 km Skiathlon, 74. Platz 15 km Freistil

## Siege bei Continental-Cup-Rennen
| Nr. | Datum             | Ort       | Disziplin        | Serie      |
| --- | ----------------- | --------- | ---------------- | ---------- |
| 1.  | 3. März 2018      | Wisła     | Sprint klassisch | Slavic-Cup |
| 2.  | 4. März 2018      | Wisła     | 15 km Freistil   | Slavic-Cup |
| 3.  | 29. Dezember 2022 | Zakopane  | 10 km klassisch  | Slavic-Cup |
| 4.  | 4. Februar 2024   | Ptaszkowa | 10 km klassisch  | Slavic-Cup |